# La Force et la Raison : Entretien avec Salvador Allende
Pour plus de détails, voir Fiche technique et Distribution.
La Force et la Raison : Entretien avec Salvador Allende (Intervista a Salvador Allende: La forza e la ragione) est un moyen métrage documentaire italien réalisé par Roberto Rossellini et Emidio Greco, diffusé en 1973.

## Synopsis
Salvador Allende a accordé cet entretien avec Roberto Rossellini, filmé par le réalisateur avec l'aide d'Emidio Greco dans le cadre d'entretiens vidéos qu'il rassemblait pour compiler l'histoire de notre temps. L'entretien, acheté par la Rai, n'a été diffusé que le soir du 15 septembre 1973, après l'annonce de la mort du président de la République du Chili, à la suite du coup d'État de Pinochet le 11 septembre.

## Fiche technique
- Titre français : La Force et la Raison : Entretien avec Salvador Allende[1]
- Titre original italien : Intervista a Salvador Allende: La forza e la ragione[2],[3]
- Réalisateur : Roberto Rossellini, Emidio Greco
- Scénario : Renzo Rossellini
- Photographie : Mario Montuori
- Production : Renzo Rossellini
- Sociétés de production : Orizzonte 2000, RAI Radiotelevisione Italiana
- Pays de production :  Italie
- Langue originale : italien
- Format : Noir et blanc - 1,33:1 - Son mono
- Durée : 60 minutes
- Genre : documentaire, entretien
- Date de sortie :
  - Italie : 15 septembre 1973
  - France : 3 février 2006[1]

## Distribution
- Salvador Allende
- Roberto Rossellini